# Norway (Wisconsin)
Pour les articles homonymes, voir Norway.
Norway est une ville du comté de Racine dans le sud-est du Wisconsin aux États-Unis. Sa population était de 7600 habitants au recensement de 2000. 
Muskego Settlement, qui se trouvait sur l'actuel territoire de la ville de Norway, fut l'un des établissements humains de colons norvégiens.